# Elk Point (South Dakota)
Elk Point is een plaats (city) in de Amerikaanse staat South Dakota, en valt bestuurlijk gezien onder Union County.

## Demografie
Bij de volkstelling in 2000 werd het aantal inwoners vastgesteld op 1714.
In 2006 is het aantal inwoners door het United States Census Bureau geschat op 1863, een stijging van 149 (8,7%).

## Geografie
Volgens het United States Census Bureau beslaat de plaats een oppervlakte van
3,5 km², geheel bestaande uit land.

## Plaatsen in de nabije omgeving
De onderstaande figuur toont nabijgelegen plaatsen in een straal van 20 km rond Elk Point.